# Бад Наухајм
Бад Наухајм (њем. Bad Nauheim) град је у њемачкој савезној држави Хесен. Једно је од 25 општинских средишта округа Ветерау. Према процјени из 2010. у граду је живјело 31.017 становника. Посједује регионалну шифру (AGS) 6440002.

## Географски и демографски подаци
Бад Наухајм се налази у савезној држави Хесен у округу Ветерау. Град се налази на надморској висини од 148 метара. Површина општине износи 32,5 km². У самом граду је, према процјени из 2010. године, живјело 31.017 становника. Просјечна густина становништва износи 953 становника/km².

## Међународна сарадња
| Мјесто  | Држава               | Врста сарадње | Од    |
| ------- | -------------------- | ------------- | ----- |
| Шомон   | Француска            | партнерство   | 1992. |
| Осткамп | Белгија              | партнерство   | 1985. |
| Бакстон | Уједињено Краљевство | партнерство   | 1986. |
| Извор   |                      |               |       |